# Президентские выборы во Франции (1965)
Президентские выборы во Франции 1965 года проходили 5 и 19 декабря. Они стали первыми прямыми всеобщими выборами президента в Пятой республике. Шарль де Голль был переизбран президентом.

## Предвыборная обстановка
Изначально конституция Пятой республики не предусматривала всеобщих прямых выборов и в 1958 году президент избирался коллегией выборщиков. Настороженное отношение ко всеобщим выборам президента было продиктовано французской историей. Дело в том, что последний раз прямые всеобщие выборы президента проходили в 1848 году, когда был избран Луи Наполеон. Однако, после этого в 1852 году он распустил парламент и в конце концов разрушил республику, объявив себя императором.
Тем не менее, Шарль де Голль считал, что президент должен избираться всем народом. По его инициативе 28 октября 1962 года был проведен Референдум по всеобщим выборам президента республики, по результатам которого была изменена Конституция Французской Республики. Выборы президента стали всеобщими и прямыми, как и парламентские.

## Предвыборная кампания
Ожидалось, что Шарль де Голль легко победит конкурентов на пост президента в первом же туре. Главной неожиданностью выборов стало то, что понадобился второй тур, в котором он встретился с Франсуа Миттераном, лидером оппозиции. Франсуа Миттеран считал всеобщие выборы президента перманентным «путчем против республики» и новую конституцию — скроенной под де Голля. Но к 1965 он понял, что единственным способом бороться против де Голля были президентские выборы. Его участие во втором туре оценивалось как относительная победа оппозиции.

## Результаты

### Первый тур
| Кандидат                 | Партия                                                                                               | Голоса     | %       |
| ------------------------ | --- | ---------- | ------- |
| Шарль де Голль           | Союз за новую республику                                                                             | 10,828,523 | 44.64 % |
| Франсуа Миттеран         | Федерация демократических и социалистических левых (Fédération de la gauche démocrate et socialiste) | 7,694,003  | 31.72 % |
| Жан Леканюэ              | Народное республиканское движение                                                                    | 3,777,119  | 15.57 % |
| Жан-Луи Тиксье-Виньянкур | Крайне правый                                                                                        | 1,260,208  | 5.19 %  |
| Пьер Марсильяси          | правый центрист                                                                                      | 415,018    | 1.71 %  |
| Марсель Барбю            | независимый                                                                                          | 279,683    | 1.15 %  |
| Всего                    | Всего                                                                                                | 24,254,554 | 100 %   |

### Второй тур

Распределение голосов по департаментам во втором туре: Шарль де Голль — синий цвет, Франсуа Миттеран — розовый

| Кандидат         | Партия                                             | Голоса     | %      |
| ---------------- | -------------------------------------------------- | ---------- | ------ |
| Шарль де Голль   | Союз за новую республику                           | 13,083,699 | 55.1 % |
| Франсуа Миттеран | Федерация демократических и социалистических левых | 10,619,735 | 44.8 % |
| Всего            | Всего                                              | 23,703,434 | 100 %  |